# تپه حسین‌آباد ۲
تپه حسین‌آباد ۲ مربوط به ۵۵۰۰ قبل از میلاد - هزاره اول قبل از میلاد - سدهٔ ۸–۶ ه.ق است و در شهرستان میاندوآب، بخش مرکزی، دهستان زرینه رود جنوبی، ۴۰۰ متری غرب روستای حسین‌آباد واقع شده و این اثر در تاریخ ۷ خرداد ۱۳۸۷ با شمارهٔ ثبت ۲۲۹۰۰ به‌عنوان یکی از آثار ملی ایران به ثبت رسیده است.